# Sozialdemokratische Aktion
Die Sozialdemokratische Aktion (SDA), später Sozialistische Aktion, war seit 1948 eine von der Sozialistischen Einheitspartei Deutschlands (SED) gesteuerte innerparteiliche Opposition in der Sozialdemokratischen Partei Deutschlands (SPD). Die Arbeit der SDA begann zunächst im Berliner Landesverband der SPD, der auf Grund des Besatzungsstatuts bis zum Mauerbau in der ganzen Stadt erlaubt war. Die SDA war sowohl im Osten als auch im Westen der Stadt aktiv. In Ost-Berlin stellte sie zeitweise Magistratsmitglieder, Bürgermeister und andere Funktionsträger und war sogar bis 1954 mit Abgeordneten in der Volkskammer vertreten. Seit 1950 versuchte die Organisation auch in der Bundesrepublik Deutschland Fuß zu fassen, blieb aber eine Splittergruppe. Die Mitgliedschaft in ihr wurde 1950 von der Bundesregierung für unvereinbar mit einer Beschäftigung im öffentlichen Dienst erklärt. Im Jahr 1956 wurde sie im Zuge des KPD-Verbots in der Bundesrepublik verboten. Nach der Errichtung der Berliner Mauer 1961 löste sie sich auch in der DDR auf.

## Vorgeschichte
Trotz der Zwangsvereinigung von SPD und KPD zur SED in der Sowjetischen Besatzungszone (SBZ) 1946 konnte in Ost-Berlin auf Grund des Besatzungsrechts die SPD bis 1961 legal tätig sein. Sie war seit 1946 als Partei neben der SED und den anderen Blockparteien offiziell zugelassen und in allen Ost-Berliner Bezirken aktiv. Sie blieb Teil der Gesamtberliner Landespartei. Die Arbeit der SPD im Ostteil der Stadt wurde zunehmend behindert. Bis zum Mauerbau 1961 gehörten der SPD in Ost-Berlin aber noch 5000 Mitglieder an.
Ein Grund für das Entstehen einer sozialdemokratischen Oppositionsgruppe war die von der SED 1947/1948 initiierte Volkskongressbewegung. Die SED legte Wert auf die Teilnahme von Sozialdemokraten, die den demokratischen und antikommunistischen Kurs von Kurt Schumacher ablehnten. Der Landesverband der Berliner SPD sah die Teilnahme an dieser Bewegung als Grund für einen Parteiausschluss an. Da der Vorstand wusste, dass einige Sozialdemokraten sich nur unter Druck daran beteiligten, wurde jeder Fall individuell geprüft. Es kam aber tatsächlich zu Ausschlüssen.
Neben der Behinderung der Parteiarbeit der SPD in den Ostsektoren hat die Sowjetische Militäradministration (SMAD) 1948 die Bildung einer oppositionellen SPD angeregt. Wilhelm Pieck hat diese Anregungen dann in den Parteivorstand der SED hereingetragen. Ziel war es, oppositionelle Sozialdemokraten zu sammeln und zu organisieren. Karl Schirdewan leitete von Seiten der SED die Vorbereitung der Organisationsgründung. Später hat er sie gesteuert.

## Entwicklung in Ost-Berlin
Anfangs versuchte man unter dem Traditionsnamen Unabhängige Sozialdemokratische Partei Deutschlands (USPD) im Osten Berlins eine Organisation aufzubauen. Im November 1948 gründete sich ein Aktionsausschuss der USPD und gab als Ziel an, die ausgeschlossenen Sozialdemokraten zu organisieren. Dies beschränkte sich nicht nur auf Ost-Berlin, sondern schloss auch West-Berlin ein. An dem Ausschuss war auch ein Vertreter aus dem amerikanischen Sektor beteiligt. Die Nutzung des Namens USPD wurde indes von der SMAD verboten. Stattdessen wurde angeregt, einen Landesverband der SPD im sowjetischen Sektor zu gründen. Damit waren nicht alle Mitglieder des Aktionsausschusses einverstanden, und es kam zu einer Spaltung.
Ein Teil folgte diesem Vorschlag und trat als oppositionelle Sozialdemokraten auf. Ihre Mitglieder in der Gesamtberliner Stadtverordnetenversammlung unterstützten am 30. November 1948 die Absetzung des gewählten Magistrats und wählten einen neuen mit Friedrich Ebert junior als Oberbürgermeister an der Spitze mit. In der Folge wurde Erich Geske stellvertretender Bürgermeister, Arnold Munter Stadtrat für Bau- und Wohnungswesen und Hans Bullerjahn Stadtrat für Banken und Versicherungen. Es bildete sich eine sozialdemokratische Fraktion im Demokratischen Block. Diese definierte sich als „Notgemeinschaft aller Sozialdemokraten, die durch ihre Bereitschaft zur Mitarbeit beim provisorischen Magistrat ihre aktive Opposition gegen die vernunftwidrige Spaltungspolitik des jetzigen Landesverbandes der SPD unter Beweis stellten“. Im Jahr 1950 wurde ein Landesrat Groß-Berlin der Sozialdemokratischen Aktion (SDA) gegründet. Dieser versuchte in der Folge, für seinen Kurs in der Berliner SPD zu werben.
Trotz eigenem Statut und eigener Mitgliedschaft hielt die SDA an ihrer Behauptung fest, nur ein oppositioneller Flügel der SPD zu sein. Die Gruppierung wurde von der SED unterstützt. Sie konnte daher Kreisbüros in den Ost-Berliner Bezirken unterhalten. Auch gab sie für längere Zeit mit der Freie Presse, Organ der oppositionellen Sozialdemokraten Groß-Berlin eine wöchentlich erscheinende Zeitung heraus.
Bei der Neubildung der Bezirksvertretungen in Ost-Berlin im Herbst 1948 hatten 15 Vertreter der oppositionellen SPD Mandate erreicht. Auch von diesen waren einige der Gruppierung nur auf Druck beigetreten. Die Gruppierung war in der Ost-Berliner Stadtverordnetenversammlung, im Magistrat und sogar Anfang der 1950er Jahre in der Volkskammer vertreten. In der ersten Wahlperiode stellte sie sechs Abgeordnete. Dort bildete sie die SPD-Fraktion der Berliner Abgeordneten im Demokratischen Block. Durch ihre Äußerungen als oppositionelle Sozialdemokraten erweckte die Gruppe den Eindruck, sie sei Teil der Ost-Berliner SPD.
Mit dem Mauerbau 1961 stellte die SDA in Ost-Berlin ihre Tätigkeit ein.

## SDA im Westen
Die Organisation war auch im Westen aktiv. Sie spielte für die deutschlandpolitische Strategie einer Einheitsfront mit den nichtkommunistischen Arbeitern in Westdeutschland eine Rolle. Der SDA war dabei eine Schlüsselrolle zugedacht. Sie sollte mit der Parteiführung unzufriedene Sozialdemokraten sammeln und organisieren. Diese sollten dann mit der Kommunistischen Partei Deutschlands (KPD) zusammenarbeiten. Die schließlich zustande gekommene Handlungseinheit sollte unter kommunistischer Leitung stehen.
In Westdeutschland begannen linke Sozialdemokraten, die der KPD und der SED nahestanden, mit dem Aufbau der SDA. Mit der gleichnamigen Zeitung hatten sie dort ein eigenes Publikationsorgan. Mitglieder der Organisation sollten in der DDR geschult werden, und umgekehrt sollten Instrukteure in den Westen reisen. Die Mitglieder gehörten teils noch der SPD an oder waren bereits ausgeschlossen worden. Es gab zwar zu dieser Zeit tatsächlich in Teilen der SPD Unzufriedenheit mit der Parteiführung, aber die wenigsten Kritiker waren bereit, kommunistische Positionen einzunehmen. Dabei spielte auch eine Rolle, dass es in der SED massive Kampagnen gegen den „Sozialdemokratismus“ in der eigenen Partei gab. Im Übrigen war der Versuch, die SDA direkt für bestimmte Kampagnen der SED zu instrumentalisieren, wenig hilfreich. Durch die Konzentration der Tätigkeit auf West-Berlin 1951 gestand man ein, dass die Organisation in Westdeutschland wenig erfolgreich gewesen war.
Der 1949 aus der SPD ausgeschlossene Frankfurter Agrarpolitiker Artur von Machui, im SDA-Vorstand 1949 bis 1950, berichtete 1952 desillusioniert über seine Motive einer west-östlichen Zusammenarbeit: 
Die politische Hypothese dieses Versuches bestand darin, daß es unter bestimmten Voraussetzungen möglich ist, westdeutsche und sowjetzonale deutsche Politiker in ein positives Zusammenarbeitsverhältnis zu bringen. Das ... sollte ausdrücklich dem Finden einer originalen Linie für die gesellschaftliche Entwicklung in Deutschland dienen, insbesondere der Aufstellung eines wirtschafts-,sozial- und kulturpolitischen Programms, das unserem Lande auch im Falle eines engeren Zusammenhangs mit dem sowjetischen Osten seine eigene selbständige Entwicklung zu gewährleisten hätte.
Wir hielten es für möglich, daß ganz Deutschland im Rahmen der östlichen Konzeption tatsächlich ein vollkommenes gesellschaftliches und politisches Eigenleben ... zugestanden werden würde, wenn unser Land die Sowjetunion als solche respektiere und wenn es sich auf jeden Fall ... aus der Reihe ihrer potentiellen Gegner herauslöse. Wir glaubten ferner, daß nach einem, wiederum irrtümlich als gewiß angenommen, Abklingen der Virulenz des nihilistisch-bolschewistischen Bazillus zwischen den Deutschen und Europäern einerseits und den Sowjetrussen andrerseits im Laufe der Zeit eine Verständigung über die hier angebrachten genossenschaftlich-demokratischen im Gegensatz zu den dort zunächst gegebenen totalitär-sowjetischen Formen und Zielen der gesellschaftlichen Entwicklung erfolgen könne.
Der Vorstand der SPD wandte sich 1950 an das Bundesinnenministerium mit dem Hinweis, dass es sich bei der SDA um eine kommunistische Tarnorganisation handele, die nichts mit der SPD zu tun habe. Einige Zeit später erließ die Bundesregierung eine Verfügung, in der den Angehörigen des öffentlichen Dienstes eine Mitgliedschaft unter anderem in der SDA verboten wurde. Die SPD setzte 1953 vor dem Landgericht Frankfurt am Main durch, dass die Organisation wegen Verwechslungsgefahr nicht die Bezeichnung „sozialdemokratisch“ führen durfte. Daraufhin benannte sie sich in „Sozialistische Aktion“ um.
Im Westen hat es 1951 nach ernüchternden Erfahrungen bei einem DDR-Besuch innerhalb der Organisationsspitze der SDA Bestrebungen gegeben, die Organisation in eine völlig andere Richtung zu lenken. Die bisherige Organisation sollte zerschlagen und im antikommunistischen Sinn umgewandelt werden. Dabei leistete der amerikanische Geheimdienst finanzielle und andere Hilfe. Die Opposition verdrängte den Chef der Gruppe August Kuper aus dem Zentralsekretariat und übernahm die Führung. In einer Pressekonferenz wurde die Umbenennung in „Gemeinschaft demokratischer Sozialisten“ bekannt gegeben. Kuper und andere hatten bald die SDA im alten antikommunistischen Sinn wieder gegründet.
Zusammen mit der KPD wurde die Sozialistische Aktion in der Bundesrepublik Deutschland 1956 verboten.